# 衛星基幹放送試験局
衛星基幹放送試験局（えいせいきかんほうそうしけんきょく）は、無線局の種別の一つである。

## 定義
総務省令電波法施行規則第4条第1項第20号の12に「衛星基幹放送を行う基幹放送局（放送及びその受信の進歩発達に必要な試験、研究又は調査のため、一般公衆によつて直接受信されるための無線電話、テレビジョン、データ伝送又はファクシミリによる無線通信業務を試験的に行うものに限る。）」と定義している。
この放送試験業務とは第3条第1項第4号に「放送及びその受信の進歩発達に必要な試験、研究又は調査のため試験的に行なう放送業務」と定義している。
引用の促音と送り仮名の表記は原文ママ

## 開設の基準
総務省令基幹放送局の開設の根本的基準による。
第3条　国内放送（地上基幹放送に限る。以下同じ。）を行う基幹放送局は、次の各号の条件を満たすほか、当該基幹放送局が特定地上基幹放送局の場合にあつては、電波法第7条第2項第4号ハの規定により、特定地上基幹放送局以外の地上基幹放送局の場合にあつては、当該地上基幹放送局を用いて地上基幹放送の業務を行おうとする者が、同項第5号の規定により、放送法第91条第1項の基幹放送普及計画に適合することその他放送の普及及び健全な発達のために適切であることに適合しなければならない。 
1 その局の免許を受けようとする者（以下「申請者」という。）が確実にその事業の計画を実施することができること。
2　申請者が設立中の法人であるときは、当該法人の設立が確実であると認められるものであること。
（3号及び4号は削除）
5　その局が協会の基幹放送局であるときは、放送法第15条に規定する目的を能率的かつ経済的に遂行するために必要なものであること。
6　その局が地上基幹放送試験局又は衛星基幹放送試験局であるときは、前各号の条件を満たすほか、次の条件を満たすものでなければならない。
- (1)　試験、研究又は調査の目的及び内容が法令に違反せず、かつ、公共の福祉に寄与するものであるとともに、放送及びその受信の進歩発達に必要なものであること。
- (2)　試験、研究又は調査の計画が合理的なものであること。

（後略）
第3条の2　衛星基幹放送又は移動受信用地上基幹放送を行う基幹放送局は、前条第1項第1号及び第2号の条件を満たすほか、衛星基幹放送を行う基幹放送局が衛星基幹放送試験局であるときは同項第6号(1)及び(2)の条件を満たし、（後略）
引用の促音と送り仮名の表記は原文ママ、「協会」は日本放送協会の略

## 概要
衛星波放送において実験試験局に相当するもので、衛星放送の実験がされる際に制度化された放送試験衛星局が前身である。
基幹放送局の一種であるので、実験試験局（従前は、実験局）と異なり、外国籍の者には免許されない。
開設の基準も無線局（基幹放送局を除く。）の開設の根本的基準ではなく、基幹放送局の開設の根本的基準（旧称、放送局の開設の根本的基準）が適用される。

## 免許
種別コードは、EBE。免許の有効期間は3年。
無線局免許状の備付け
電波法施行規則第38条第1項により無線局免許状は無線局に備え付けるものとされるが、第38条の3第1項に基づく告示
により、人工衛星に搭載されるものは「無線従事者の常駐する場所のうち主なもの」に備え付ければよい。

## 運用
無線局運用規則第2条の3に、「衛星基幹放送試験局には、地上基幹放送局に関するこの規則の規定を適用する。 」とあり、第5章 地上基幹放送局及び地上一般放送局の運用にそって地上基幹放送局と同様に運用するのが原則である。
また、無線設備規則第3条の2には、「衛星基幹放送試験局（中略）には、その放送の種類に応じて衛星基幹放送局（中略）に関するこの規則の規定を適用する。
ただし、（中略）この規則の規定を適用することが別に告示するものについては、この限りでない。 」とあり、運用にあたり試験的性格を含むための例外を規定している。

## 操作
原則として第二級陸上無線技術士以上の、空中線電力2kWを超えるテレビジョン基幹放送であれば第一級陸上無線技術士の無線従事者による管理（常駐するという意味ではない。）を要する。
これは衛星基幹放送試験局を「通信の相手方」とする放送事業用地球局の管理に適用される。
例外は無線従事者を要しない「簡易な操作」を規定する電波法施行規則第33条
- 第8号　その他に別に告示するものに基づく告示[2]にある音声混合器又は映像混合器の操作

である。

## 検査
- 落成検査は、登録検査等事業者等による点検ができ、この結果に基づき一部省略することができる。
- 定期検査は、電波法施行規則別表第5号第28号により周期は1年。登録検査等事業者等による点検ができ、この結果に基づき一部省略することができる。
- 変更検査は、落成検査と同様である。

## 沿革
1980年（昭和55年）- 電波法施行規則に、放送試験衛星局が「放送及びその受信の進歩発達に必要な試験、研究又は調査のため、一般公衆によつて直接受信されるための無線電話、テレビジヨン又はフアクシミリによる無線通信業務を試験的に行う人工衛星局」 と定義、運用開始の届出が必要
、
放送局の開設の根本的基準（現・基幹放送局の開設の根本的基準）にも送試験衛星局に関する事項が追加

引用の拗音の表記は原文ママ
1993年（平成5年）- 電波利用料制度化、料額の変遷は下表参照
2000年（平成12年）- 運用開始の届出が不要に

2011年（平成23年）- 衛星基幹放送試験局が定義され、従前の衛星放送試験局が相当 

2016年（平成28年）- 放送衛星システムが免許を取得
2017年（平成29年）- スカパーJSATが免許を取得
| 放送試験衛星局 | 放送試験衛星局 | 放送試験衛星局 | 放送試験衛星局                   | 放送試験衛星局                   | 放送試験衛星局                   | 放送試験衛星局                   |
| 年度 | 昭和55年度末   | 昭和56年度末   | 昭和57年度末                     | 昭和58年度末                     | 昭和59年度末                     | 昭和60年度末                     |
| --- | -------------- | -------------- | -------------------------------- | -------------------------------- | -------------------------------- | -------------------------------- |
| 局数 | －             | －             | －                               | －                               | 2                                | 2                                |
| 年度 | 昭和61年度末   | 昭和62年度末   | 昭和63年度末                     | 平成元年度末                     | 平成2年度末                      | 平成3年度末                      |
| 局数 | 4              | 4              | 4                                | 0                                | 0                                | 2                                |
| 年度 | 平成4年度末    | 平成5年度末    | 平成6年度以降免許されていない。  | 平成6年度以降免許されていない。  | 平成6年度以降免許されていない。  | 平成6年度以降免許されていない。  |
| 局数 | 2              | 2              | 平成6年度以降免許されていない。  | 平成6年度以降免許されていない。  | 平成6年度以降免許されていない。  | 平成6年度以降免許されていない。  |
| 衛星基幹放送試験局 |                |                |                                  |                                  |                                  |                                  |
| 平成27年度まで免許されていない。 |                |                |                                  |                                  |                                  |                                  |
| 年度 | 平成28年度末   | 平成29年度末   | 平成30年度以降免許されていない。 | 平成30年度以降免許されていない。 | 平成30年度以降免許されていない。 | 平成30年度以降免許されていない。 |
| 局数 | 1              | 2              | 平成30年度以降免許されていない。 | 平成30年度以降免許されていない。 | 平成30年度以降免許されていない。 | 平成30年度以降免許されていない。 |
| 総務省情報通信統計データベース - 通信白書（昭和55年版から昭和63年版） - 地域・局種別無線局数（平成元年度から平成12年度） - 用途別無線局数（平成13年度から令和4年度） による。 |                |                |                                  |                                  |                                  |                                  |

電波利用料額
電波法別表第6第8項の「実験等無線局及びアマチュア局」が適用される。
| 年月                   | 料額  |
| ---------------------- | ----- |
| 1993年（平成5年）4月   | 500円 |
| 1997年（平成9年）10月  | 500円 |
| 2006年（平成18年）4月  | 500円 |
| 2008年（平成20年）10月 | 300円 |
| 2011年（平成23年）10月 | 300円 |
| 2014年（平成26年）10月 | 300円 |
| 2017年（平成29年）10月 | 300円 |
| 2019年（令和元年）10月 | 300円 |
| 2022年（令和4年）10月  | 300円 |